# 크래시박스
크래시박스(Crashbox)는 1999년 2월 1일에 시작하여 2000년 4월 1일에 종료된 미국-캐나다 게임 쇼 시리즈이다. Crashbox는 HBO, Cuppa Coffee Animation의 공동 제작이었다. HBO Family에서 재방영되는 시리즈의 하나가 되었다. VHS 또는 DVD는 발매되지 않고 스트리밍 서비스 또는 TV에서 재생만 가능하다.

## 줄거리
게임 PC 내부에는 로봇이 만든 녹색 점토 카트리지가 있다. 형식은 각각에 대한 링크가 없는 Electric Company 스타일이다. 7개의 2-5분 게임과 희귀한 여덟 번째 보너스 게임이 있다.

## 세그먼트 목록
- 캡틴 본즈
- 더러운 사진
- 주의 산만 뉴스
- Ear We Are (시즌 1만 해당)
- 에디 불
- 유령의 집 파티
- Lens McCracken(시즌 1만 해당)
- 머그샷
- 페이지와 세이지(시즌 1만 해당)
- 똥 또는 국자
- 사이코 수학
- 라디오 스크램블
- 리볼링 슬롭
- 수수께끼
- 스케치 패드
- 십초
- 싱크 탱크
- Word Shake(시즌 1만 해당)